# Brandon Holt
Brandon Holt (* 6. April 1998 in Rolling Hills, Kalifornien) ist ein US-amerikanischer Tennisspieler.

## Persönliches
Brandon kommt aus einer Tennisfamilie. Seine Mutter Tracy war eine ehemalige Nummer 1 und zweifache Grand-Slam-Siegerin. Die Geschwister ihrer Mutter, Pam Austin und Jeff Austin, waren auch Tennisprofis, aber deutlich weniger erfolgreich als sie.

## Karriere
Holt spielte bis 2016 auf der ITF Junior Tour. In der Jugend-Rangliste konnte er mit Rang 47 seine höchste Notierung erreichen. Bei den Grand-Slam-Turnieren war sein mit Abstand bestes Resultat das Erreichen des Finals der US Open im Doppel. Er unterlag dort mit Riley Smith den Kanadiern Félix Auger-Aliassime und Denis Shapovalov. Sonst schied er bei den großen Turnieren stets früh aus. Er spielte darüber hinaus nur wenige Turniere und hauptsächlich in Amerika.
Bei den Profis spielte Holt ab 2017 unregelmäßig auf der untersten Turnierstufe, der ITF Future Tour. Primär war er mit seinem Studium mit dem Schwerpunkt Business an der University of Southern California beschäftigt, wo er zeitgleich auch College Tennis spielte. Während des Studiums gelangen ihm bei Profiturnieren erste Erfolge. Im Doppel gewann er zwischen 2015 und 2019 fünf Future-Titel. Auf der höher dotierten ATP Challenger Tour erreichte er 2019 in Fairfield das Halbfinale, sein bis dato bestes Resultat. 2020 erreichte er mit Platz 473 sein Doppel-Karrierehoch. Im Einzel kam er mit seinem ersten Future-Titel 2018 erstmals in die Top 1000 der Weltrangliste. Mit dem zweiten ein Jahr später sprang er erstmals unter die Top 500. Nach Abschluss des Studiums Mitte 2020 entschloss er sich Profi zu werden.
Bedingt durch die Corona-Pandemie spielte er 2020 nur wenige Turniere. Die zweite Hälfte von 2021 musste Holt wegen einer Handverletzung pausieren. Er fiel kurzzeitig aus den Top 900. Mit Beginn 2022 gab er sein Comeback und gewann sofort die ersten drei Future-Turniere Anfang des Jahres, denen er Mitte des Jahres zwei weitere folgen ließ. Erste Erfolge bei Challengers stellten sich ein, der zwischenzeitlich größte Erfolg gelang ihm jedoch beim letzten Grand-Slam-Turnier des Jahres. Mit einer Wildcard konnte er an der Qualifikation der US Open teilnehmen. Dort setzte er sich gegen seine drei Gegner durch und zog ins Hauptfeld ein. Hier besiegte er die Nummer 10 der Setzliste, seinen Landsmann Taylor Fritz in vier Sätzen und verlor im zweiten Match gegen Pedro Cachín erst im Tie-Break des fünften Satzes. Im Doppel verlor er, ebenfalls mit einer Wildcard gestartet, zum Auftakt. Beim zweiten Einsatz auf der ATP Tour in San Diego schied er zum Auftakt gegen Constant Lestienne aus. Kurz darauf stieg Holt mir Platz 211 auf sein Karrierehoch, das Jahr schloss er auf Rang 217 ab.

## Erfolge
| Legende (Anzahl der Siege) |
| Grand Slam                 |
| ATP Finals                 |
| ATP Tour Masters 1000      |
| ATP Tour 500               |
| ATP Tour 250               |
| ATP Challenger Tour (2)    |

### Einzel

#### Turniersiege
| Nr. | Datum           | Turnier    | Belag     | Finalgegner        | Ergebnis |
| --- | --------------- | ---------- | --------- | ------------------ | -------- |
| 1.  | 19. Januar 2025 | Nonthaburi | Hartplatz | Vít Kopřiva        | 6:3, 6:2 |
| 2.  | 2. März 2025    | Bangalore  | Hartplatz | Shintarō Mochizuki | 6:3, 6:3 |

## Abschneiden bei Grand-Slam-Turnieren

### Einzel
| Turnier         | 2022 | 2023 | 2024 | 2025 | Karriere |
| --------------- | ---- | ---- | ---- | ---- | -------- |
| Australian Open | —    | 2    | —    | Q2   | 2        |
| French Open     | —    | Q1   | —    | Q1   | —        |
| Wimbledon       | —    | Q1   | —    | 1    | 1        |
| US Open         | 2    | Q2   | Q1   |      | 2        |

Zeichenerklärung: S = Turniersieg; F, HF, VF, AF = Einzug ins Finale / Halbfinale / Viertelfinale / Achtelfinale; 1, 2, 3 = Ausscheiden in der 1. / 2. / 3. Hauptrunde; Q1, Q2, Q3 = Ausscheiden in der 1. / 2. / 3. Qualifikationsrunde; nicht ausgetragen